# Nitrianske Rudno
Nitrianske Rudno (węg. Divékrudnó, do roku 1924 Rudno) – wieś w powiecie Prievidza w kraju trenczyńskim w zachodniej Słowacji.

## Położenie
Leży w zachodniej części Kotliny Górnonitrzańskiej, w jej wyróżniającej się części, zwanej Kotliną Rudniańską, którą od wschodu ogranicza pasmo Małej Magury, zaś od zachodu Nitrické vrchy. Zabudowania wsi są rozłożone na prawym brzegu rzeki Nitricy oraz utworzonego na niej zbiornika zaporowego Nitrianske Rudno.

## Historia
Okolica była zamieszkana już w czasach wczesnego średniowiecza. Znaleziono tu ślady osadnictwa i cmentarzyska z okresu wielkomorawskiego. W XIII w. w okolicy wydobywano drogocenne kruszce. Wieś prawdopodobnie rozwinęła się ze starszej osady górniczej. Może o tym świadczyć pierwsza pisemna wzmianka o wsi z 1275 r., w której występuje ona pod nazwą Ruda. W dokumencie z 1348 r. występuje ona już pod nazwą Rudno. Wieś pierwotnie należała do rodziny Diviackych, w XVI w. do Ujfalusich, a później Rudnayów. W roku 1788 w 15 domach żyły tu 122 osoby, z tego 4 domy określono jako „zemianské” (szlacheckie), a pozostałe 11 jako poddańskie. Miejscowi chłopi byli biedni, zajmowali się głównie rolnictwem, zaś poza sezonem prac polowych tkactwem i koszykarstwem. Do Rudnayów należała także sąsiednia Kršťanova Ves, która od 1924 r. jest częścią Nitrianskeho Rudna.
W 1822 r. do Rudna przyszedł młody ksiądz Fraňo Madva, który w 1825 r. został proboszczem tutejszej parafii. W 1828 r. założył tu pierwszą katolicką szkółkę, do której dzieci uczęszczały tylko w zimie, poza okresem prac w polu. Madva, który pracował w Rudnie do 1850 r., zasłynął w szerokiej okolicy jako doskonały farmaceuta i lekarz, hojnie korzystający z leków oferowanych przez naturę.
W okresie słowackiego powstania narodowego w okolicy walczyła brygada partyzancka im. Jana Žižki. Po zakończeniu II wojny światowej impuls do rozwoju wsi jako lokalnego ośrodka sportów wodnych i wypoczynku dało oddanie do użytku w 1951 r. zapory i zbiornika wodnego Nitrianske Rudno. W 1957 r. uruchomiono tu oddział zakładów dziewiarskich „Zornica”.

## Demografia
Początkowo wieś rozwijała się powoli. Jeszcze w 1900 r. miała 263 mieszkańców. Szybszy wzrost liczby ludności zanotowano po tej dacie, a kolejny po II wojnie światowej. Od początku lat 2000 liczba mieszkańców utrzymuje się na stabilnym poziomie ok. 1950. Ludność wsi jest praktycznie jednolita narodowościowo (Słowacy stanowią 99 % mieszkańców) oraz wyznaniowo (ok. 90 % mieszkańców jest katolikami obrządku rzymskiego).

## Zabytki
Dominantą wsi jest kościół rzymskokatolicki, który powstał w latach 1804–1816 na miejscu zniszczonej przez pożar starszej świątyni drewnianej. Kościół został w 1991 roku poświęcony wyjątkowo czczonym w rejonie Nitry świętym Andrzejowi Świeradowi i Benedyktowi. Obok kościoła pomnik poświęcony Fraňovi Madvie, ufundowany w 1925 r. przez miejscowy oddział Macierzy Słowackiej.